# Ragnaroc
Vegeu Ragnarok Online pel joc de rol per internet.
En la mitologia nòrdica, el Ragnaroc (el terme corresponent en norrè occidental antic Ragna rǫk és plural; en islandès modern, el mot se sol escriure aglutinat: Ragnarök) és el terme amb què es coneix la fi dels déus, i per tant, també la fi del món que coneixem. El mot és un compost del plural regin, 'els déus' (-ragna és el genitiu de regin-) i rǫk, 'destí' i, per tant, traduït literalment significa tant com 'el destí dels déus, la fi dels déus'. En època medieval, el terme va deixar de ser entès. Quan es va produir aquest fet, es va modificar en Ragna røkkr, 'crepuscle dels déus', una expressió que es popularitzaria arreu d'Europa gràcies a l'ús que en feu Wagner en l'última part de la seva Tetralogia (Götterdämmerung, El crepuscle dels déus). En l'Edda d'Snorri, només s'usa la forma ragna røkkr de manera general; la forma ragna rǫk, tanmateix, hi apareix emprada un únic cop i només en un sol manuscrit: el Codex Trajectinus: vindrà el dia en què Loki escapi i ataqui Asgard amb un exèrcit de morts sobre un vaixell (Naglfar) fet amb les ungles dels morts i amb companyia de Surt, el llop Fènrir, que devorarà Odin i la serp Iormungand, que serà morta per Tor, però no abans que aquesta l'enverini i només pugui allunyar-se nou passos del cadàver de la serp. Odin serà venjat pel seu fill Vídar.

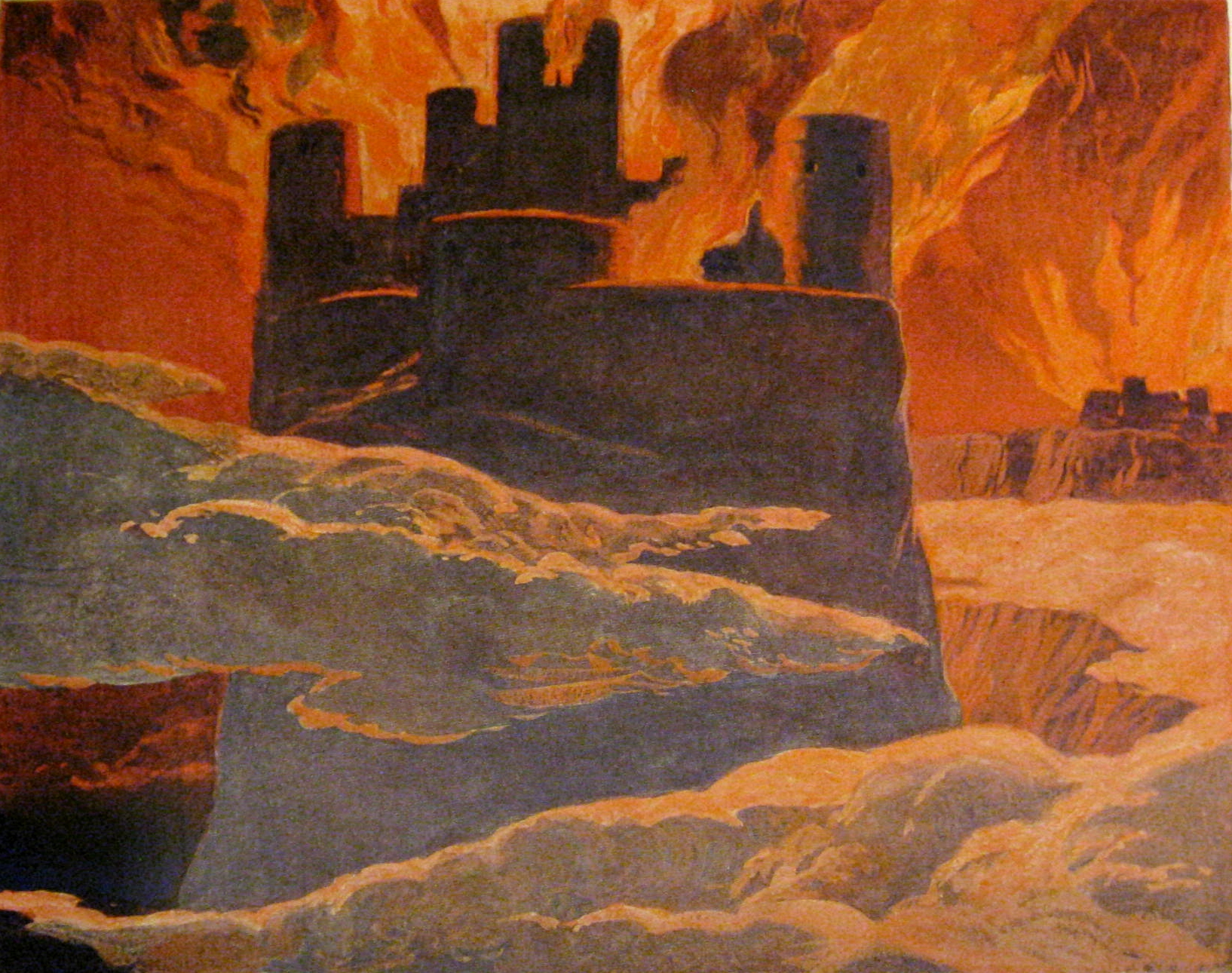
Escena de l'última fase del Ragnaroc després que Surt hagi submergit el món en flames, fragment d'una il·lustració d'Emil Doepler per al llibre Walhall. Die Götterwelt der Germanen (ca. 1900)

A causa dels seus pecats, molts d'aquests esmentats al Lokasenna, tots els déus moriran, excepte Vídar i Vali, fills d'Odin, i Magni i Modi, fills de Tor i hereus del seu martell encantat, el Miòlnir i, pel seu costat, refugiats al bosc d'Hoddmímir, hi haurà dos humans que sobreviuran a la destrucció, anomenats Líf i Lífþrasir, els quals repoblaran la Terra. Llavors, els déus Bàldur i Hod tornaran a la vida i es reuniran amb els quatre anteriorment dits per guiar els humans en la nova era.